# Вествуд (Айова)
Вествуд (англ. Westwood) — місто (англ. city) в США, в окрузі Генрі штату Айова. Населення — 101 особа (2020).

## Географія
Вествуд розташований за координатами 40°57′53″ пн. ш. 91°37′37″ зх. д. / 40.96472° пн. ш. 91.62694° зх. д. (40.964721, -91.626872).  За даними Бюро перепису населення США в 2010 році місто мало площу 0,40 км², з яких 0,39 км² — суходіл та 0,01 км² — водойми.

## Демографія
Згідно з переписом 2010 року, у місті мешкало 112 осіб у 47 домогосподарствах у складі 38 родин. Густота населення становила 279 осіб/км².  Було 47 помешкань (117/км²).
Расовий склад населення:
| - 100,0 % — білих |

До двох чи більше рас належало 0,0 %. Частка іспаномовних становила 0,0 % від усіх жителів.
За віковим діапазоном населення розподілялося таким чином: 19,6 % — особи молодші 18 років, 55,4 % — особи у віці 18—64 років, 25,0 % — особи у віці 65 років та старші. Медіана віку мешканця становила 56,0 року. На 100 осіб жіночої статі у місті припадало 89,8 чоловіків;  на 100 жінок у віці від 18 років та старших — 80,0 чоловіків також старших 18 років.
Середній дохід на одне домашнє господарство  становив 137 911 долар США (медіана — 82 917), а середній дохід на одну сім'ю — 151 079 доларів (медіана — 83 750). За межею бідності перебувало 2,1 % осіб, у тому числі 0,0 % дітей у віці до 18 років та 0,0 % осіб у віці 65 років та старших.
Цивільне працевлаштоване населення становило 61 осіб. Основні галузі зайнятості: роздрібна торгівля — 21,3 %, науковці, спеціалісти, менеджери — 16,4 %, освіта, охорона здоров'я та соціальна допомога — 13,1 %, виробництво — 11,5 %.